# Xã Stonewall, Quận Johnson, Arkansas
Xã Stonewall (tiếng Anh: Stonewall Township) là một xã thuộc quận Johnson, tiểu bang Arkansas, Hoa Kỳ. Năm 2010, dân số của xã này là 431 người.